# Beuvezin
Beuvezin ist eine französische Gemeinde mit 88 Einwohnern (Stand 1. Januar 2022) im Département Meurthe-et-Moselle in der Region Grand Est (bis 2015 Lothringen). Sie gehört zum Arrondissement Toul und zum Kanton Meine au Saintois.

## Geografie

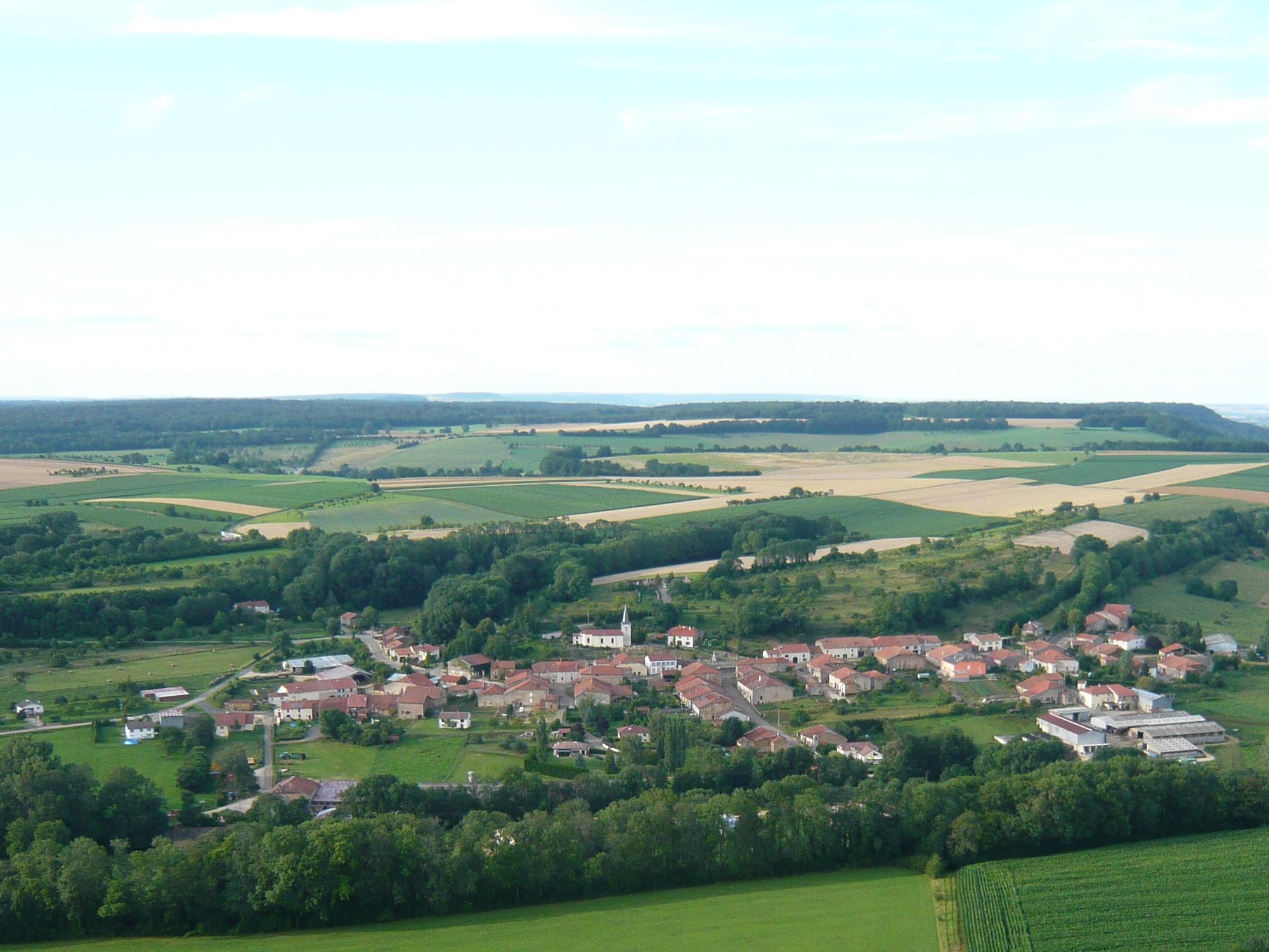
Blick auf Beuvezin

Beuvezin liegt etwa 34 Kilometer südsüdöstlich von Toul wenige Kilometer östlich der Autoroute A31 an der Grenze zum Département Vosges. Die Nachbargemeinden von Beuvezin sind Tramont-Lassus im Norden, Fécocourt im Nordosten, Grimonviller im Osten, Aboncourt im Süden, Maconcourt (im Département Vosges) im Südwesten und Westen sowie Vicherey (im Département Vosges) im Westen und Nordwesten. Der Jard durchquert das Dorf in westlicher Richtung.

## Geschichte
Münzfunde im Jahr 1856 aus gallo-römischer Zeit belegen eine frühe Besiedlung. Der Name der heutigen Gemeinde wurde 1288 erstmals in der Form Buvisin in einem Dokument erwähnt. Bis zur Französischen Revolution lag die Gemeinde im Grand-gouvernement de Lorraine-et-Barrois. Von 1793 bis 1801 war die Gemeinde dem Distrikt Vézelise zugeteilt und Teil des Kantons Vandeléville, danach von 1801 bis 2015 Teil des Kantons Colombey-les-Belles. Mit Ausnahme der Jahre 1926 bis 1943, als sie zum Arrondissement Nancy gehörte, ist Beuvezin seit 1801 dem Arrondissement Toul zugeordnet. Die Gemeinde lag bis 1871 im alten Département Meurt(h)e. Seither bildet sie einen Teil des Départements Meurthe-et-Moselle.

## Bevölkerungsentwicklung
| Jahr                       | 1962 | 1968 | 1975 | 1982 | 1990 | 1999 | 2006 | 2014 | 2020 |
| Einwohner                  | 155  | 153  | 152  | 140  | 126  | 125  | 110  | 100  | 92   |
| Quellen: Cassini und INSEE |      |      |      |      |      |      |      |      |      |

## Sehenswürdigkeiten
- Kirche Saint-Georges aus dem 18. Jahrhundert
- Denkmal für die Gefallenen[2]
- drei ehemalige Waschhäuser (Lavoirs)

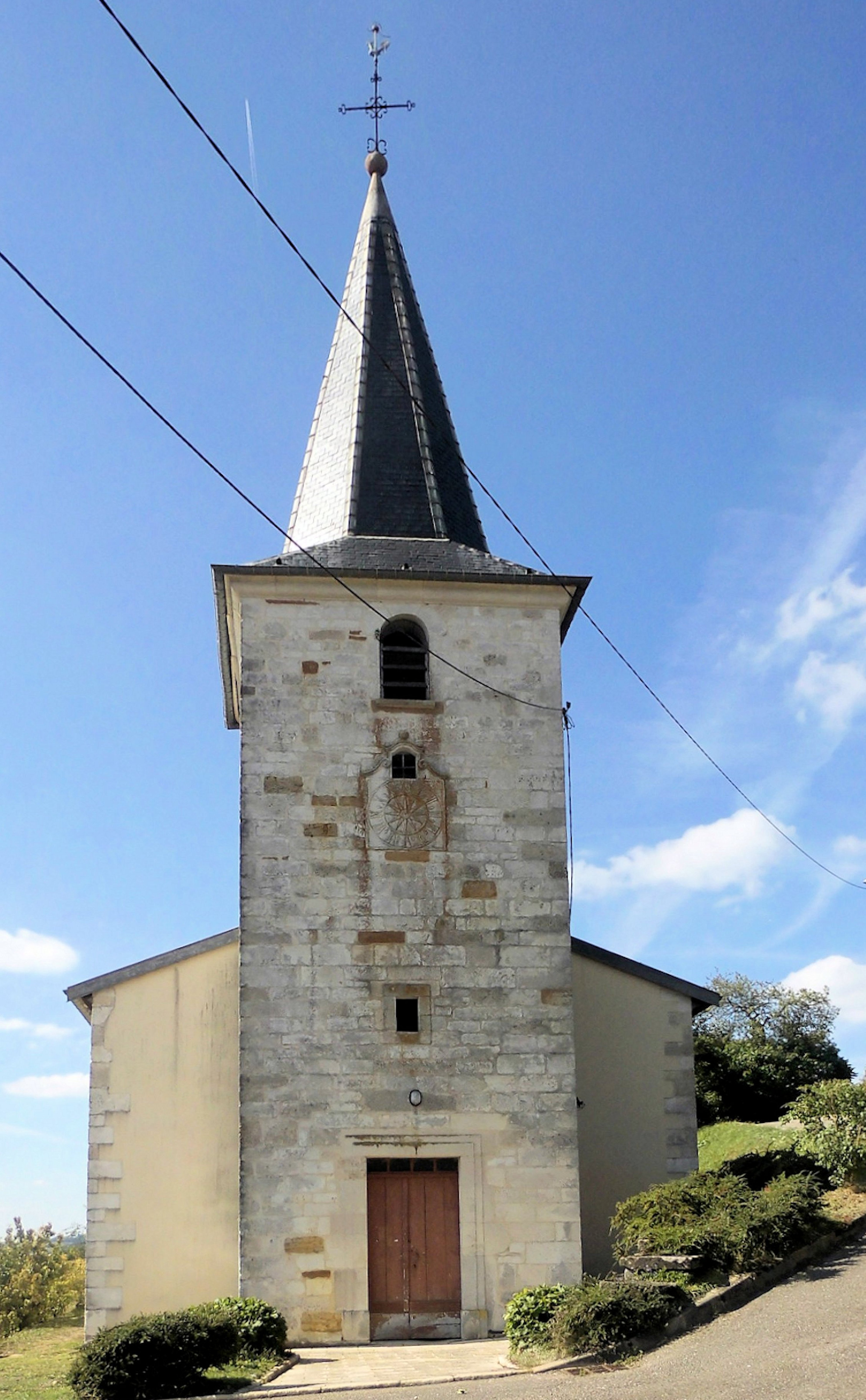
Kirche Saint-Georges

Quelle: